# 赵雨亭
赵雨亭（1917年1月31日—2008年4月23日），山西省平定县冶西镇上南茹村人，中华人民共和国政治人物。

## 生平

### 抗日战争
1937年1月加入中华民族解放先锋队，参加革命工作。1938年5月加入中国共产党。1938年4月在昔阳晋东抗日游击队政治部担任干事，同年8月入八路军华北干校学习，11月任平东县抗日自卫队指导员。1939年1月后任平东县一区区委书记、太行区委干事，平西县委组织部部长、副书记、书记，太行二地委整风班负责人、宣传部部长。

### 第二次国共内战
1946年6月至1947年12月，任平定县委书记、县独立团政委。1948年1月至8月，任武乡县委书记。后升任太行二地委、太谷三地委宣传部长、晋中区团委书记。1949年4月后任汾阳地委副书记。

### 共和国成立后
1951年3月至9月，任中共榆次地委副书记。1951年4月至12月，任中共运城地委副书记。12月，担任地委书记（至1954年9月）。
1954年8月，中共山西省委合并运城、临汾两地为中共晋南地委，由赵雨亭领导，并在1954年11月10日至1957年1月28日，任第一书记。1957年，设立地委体制，继续担任第一书记。1962年6月，精简调整后，仍任书记（直至1965年8月7日）。1965年8月，任山西省委书记（第一书记为卫恒）。文化大革命期间受到迫害，下放农村劳动；1970年8月恢复工作，任雁北地区革委会副主任。1971年2月，任雁北地委副书记、革委会主任。1973年1月，任临汾地委第一副书记、革委会主任，同年7月任临汾地委书记。
1977年3月，任山西省革委会副主任、省委组织部部长兼落实政策办公室主任。1978年3月，任山西省委组织部部长、省纪委书记。1979年3月，任山西省委书记（第一书记为王谦）；1983年4月，任山西省政协副主席。1986年5月，任山西省顾问委员会副主任。1995年12月，离休。
2008年4月23日凌晨2时10分，在太原逝世。